# Euproctis monoides
Euproctis monoides är en fjärilsart som beskrevs av Collenette 1960. Euproctis monoides ingår i släktet Euproctis och familjen tofsspinnare. Inga underarter finns listade i Catalogue of Life.